# Oxydates
Oxydates († nach 328 v. Chr.) war während des Asienfeldzuges Alexanders des Großen von 330 bis 328 v. Chr. Statthalter von Medien.
Oxydates war von vornehmer persischer Herkunft. Er wurde vom Großkönig Dareios III. in Susa mit Kerkerhaft belegt und sollte wegen eines nicht genannten Vergehens exekutiert werden. Bevor es dazu kam, wurde Dareios 331 v. Chr. in der Schlacht bei Gaugamela von Alexander besiegt, der Oxydates aus seinem Kerker befreite und in sein Gefolge aufnahm. In Rhagai wurde er 330 v. Chr. von Alexander zum Satrap von Medien ernannt, als Ersatz für Atropates. Aber im Spätjahr 328 v. Chr. wurde er aus diesem Amt entlassen, wohl weil er das Vertrauen Alexanders verloren hatte. Sein Amtsnachfolger war sein Vorgänger, Atropates. Da Oxydates ab diesem Zeitpunkt nicht mehr in den Quellen auftaucht, ist sein weiteres Schicksal unbekannt.